# Juan Manén
Juan Manén i Planas, conosciuto in catalano come Joan Manén i Planas (Barcellona, 14 maggio 1883 – Barcellona, 26 giugno 1971), è stato un violinista e compositore spagnolo.

## Biografia
Violinista e compositore nato a Barcellona.

## Composizioni

### Strumento solo

#### Chitarra
- Fantasia-Sonata Op.A=22 (1928?) per chitarra (Ed. Schott -rev. Segovia- e nuova Ed. Berbèn -rev. Gilardino, con manoscritto originale-)

#### Pianoforte
- Camprodon sardana per pianoforte (Ed. Union Musical Ediciones)
- Cap A Nuria Falta Gen sardana per pianoforte (Ed. Unión Musical Ediciones)
- Cuadros per pianoforte (Ed. Eschig)
- El Cavaller Enamorat sardana per pianoforte (Ed. Unión Musical Ediciones)
- L'alegre Companyia sardana per pianoforte (Ed. Unión Musical Ediciones)
- Manresana sardana per pianoforte (Ed. Unión Musical Ediciones)

### Musica da camera
- 3 Chansons per voce e pianoforte (1904) (Ed. Eschig)
- 4 Cançons populars catalanes per soprano, orchestra d'archi e arpa (Ed. Nausica)
- 5 spanische Melodien per violino e pianoforte (Ed. Universal)
- Danza Iberica n°3 per violino e pianoforte (Ed. Eschig)
- Hexentanz per violino e pianoforte (Ed. Universal)
- Interludio n°1 per violino e pianoforte (Ed. Eschig)
- Introduction e presto per violino e pianoforte (Ed. Universal)
- Minué per voce violino e pianoforte (Ed. Universal)
- 5 Lieder op. A-4 per voce e pianoforte (Ed. Universal)
- Concerto espagnol Op. A-7 per violino e pianoforte (Ed. Universal)
- Etude op. A-8/2 per violino e pianoforte (Ed. Universal)
- Caprice Nr. 2 Op. A-15 per violino e pianoforte (Ed. Universal)
- Quartetto in Fa maggiore op. A-16 per quartetto d'archi (Ed. Universal)
- Quintett in Do maggiore "Lui et Elle" op. A-18 per 2 violini, viola, violoncello and pianoforte (1916) (Ed. Universal)
- Concerto da camera No. 2 op. A-24 per violino e pianoforte (Ed. Universal)
- Concerto da camera Nr. 2 op. A-24 per violino e orchestra d'archi con arpa o pianoforte
- Petite suite Op.26, 5 pièces artistiques et faciles per violino e pianoforte (Ed. Simrock)

### Strumento e Orchestra
- Tartini-Variationen Op. A-2 per violino e orchestra (Ed. Universal)
- Juventus Op. A-5 Concerto grosso per orchestra pianoforte e due violini
- Concerto espagnol Op. A-7 per violino e orchestra (Ed. Universal)
- Chanson et Étude Op. A-8 per violino e orchestra d'archi (Ed. Universal)
- Caprice Nr. 1 Op. A-14 per violino e orchestra (Ed. Universal)
- Caprice Nr. 2 Op. A-15 per violino e orchestra (Ed. Universal)

### Orchestra
- Nova Catalonia op. A-17 per orchestra (1917) (Ed. Universal)
- Ouverture pour La vida es sueño de Calderón Op. A=25 (Ed. Eschig)
- Balletto Rosario la tirana in un atto Op. A= 27 (Ed. Eschig)
- Divertimento Op.A=32 (1938) (2Fl. 2Ob. 2Clar. 2Fag. 2Cor. 3Timp. 1Tamb. almeno 8viol. I 8viol. II 4viole 4v.celli 4c.bassi) (Ed. Eschig)
- Elogio del fandango (Ed. Unión Musical Ediciones)

### Opere
- Nero i Acté

### Operette
- Lo suplicit de Tántalo: sarsuela en dos actes (libretto di Antoni Ferrer i Codina) (Barcelona: Impr. F. Badía)

### Sinfonie Teatrali
- Cami del sol (3 atti libretto Felix Greissle ) (Ed. Universal)
- Der Weg zur Sonne (3 atti libretto Felix Greissle trad. tedesco Rudolf Stephan Hoffmann) (Ed. Universal)

### Arrangiamenti
- Ludwig van Beethoven: Concerto per violino in Do magg WoO 5 (1929) (Ed. Universal)
- Niccolò Paganini: Le Streghe (Ed. Universal Edition)

### Revisioni
- Henri Vieuxtemps: Trois Morceaux op. 40 per violino e pianoforte (Ed. Universal)

## Libri
- Joan Manén, “Diccionario de Celebridades Musicales” (Barcellona, Ed. Ramón Sopena Editor 1973)
- Juan Manén, “El Violín” (Barcellona 1958)
- Juan Manén, "Mis Experiencias volume 1.El nino prodigo" (Barcellona, Ed. Editorial Juventud 1944)
- Juan Manén, "Mis Experiencias volume 2.El joven artista" (Barcellona, Ed. Editorial Juventud 1964)
- Juan Manén, "Mis Experiencias volume 3.Trabajar, sufrir, avanzar" (Barcellona, Ed. Editorial Juventud 1970)
- Juan Manén, “Relatos de un violinista” (Madrid, Editore: Editora Nacional 1964)
- Juan Manén, Jacinto Benavente “Variaciones sin tema” (Barcellona, Editore: Vergara 1955)

## Incisioni discografiche

### Con Juan Manén
- Great Violinists, Vol. 21: Pablo de Sarasate, Joan Manén (CD Anno: 2004 Ed. Symposium)
- Toldrà \ Massià \ Manén: Historical Violin Recordings (CD Anno: 2004 Ed. La Mà de Guido)

### Di altri esecutori
- Joan Manén: Obres per a violí i piano Vol. 1: Kalina Macuta violí & Daniel Blanch piano (CD Anno: 2013 Ed. La Mà de Guido)
- AA VV: Fantasia-Sonata Op.A=22 Segovia Andrés chitarra (registrazione Aprile 1957) (LP CD ed. varie)